# Romain Hardy
Romain Hardy (Flers, 24 de agosto de 1988) é um ciclista francês, membro da equipa Arkéa Samsic.

## Biografia
Em 2008 e 2009, Romain Hardy foi corredor amador com a equipa Côtes d'Armor Cyclisme. Em 2008 foi segundo do Tour de Gironde e do Tour Nivernais Morvan, bem como terceiro no campeonato da França em estrada sub-23. Ao ano seguinte ganhou manche-Océan e uma etapa do Tour da Creuse. Foi convocado várias vezes pela seleção da França sub-23 conseguindo bons resultados como um quarto posto na Liège-Bastogne-Liège sub-23, sexto do Grande Prêmio de Portugal ou nono da Grand Prix Cycliste de Saguenay. Nesse mesmo ano foi convocado para participar nos campeonatos do mundo sub-23 mas uma semana antes da prova foi desconvocado já que o selecionador preferiu levar em seu lugar a Alexandre Geniez. Ao final deste temporada finalizou terceiro da classificação nacional da Federação Francesa de Ciclismo e assinou seu primeiro contrato como profissional com a equipa Bretagne-Schuller para a temporada de 2010.
Neste primeiro ano como profissional foi terceiro da Polynormande e da Boucles de l'Aulne, quarto do Tour de Finistère e quarto da Clássica de Ordizia, nono do Tour de Bretanha, décimo da Rhône-Alpes Isère Tour e décimo também do Circuito Montanhês. Bretagne-Schuller prolongou seu contrato mais dois anos. Com a selecção de France foi convocado para disputar o Tour de l'Avenir, onde ganhou uma etapa. Ao final da temporada de 2010 foi selecionado por Bernard Bourreau participar nos campeonatos do mundo sub-23 em Melbourne, donde terminou 45º.
Em 2013 assinou com a equipa Cofidis. Debilitado por uma toxoplasmose não esteve em sua melhor forma a princípio de temporada.

## Palmarés
- 2010
  - 1 etapa do Tour de l'Avenir

- 2012
  - 1 etapa do Tour du Haut-Var

- 2017
  - Tour de Doubs

- 2019
  - 1 etapa do Tour de Saboia

## Resultados em Grandes Voltas
Durante a sua carreira desportiva tem conseguido os seguintes postos nas Grandes Voltas e nos Campeonatos do Mundo em estrada:
| Corrida | Corrida         | 2010 | 2011 | 2012 | 2013 | 2014 | 2015 | 2016 | 2017 | 2018  | 2019 | 2020 | 2021 |
| ------- | --------------- | ---- | ---- | ---- | ---- | ---- | ---- | ---- | ---- | ----- | ---- | ---- | ---- |
|         | Giro d'Italia   | —    | —    | —    | —    | —    | —    | —    | —    | —     | —    | —    | —    |
|         | Tour de France  | —    | —    | —    | —    | —    | —    | —    | 26.º | 105.º | —    | —    | —    |
|         | Volta a Espanha | —    | —    | —    | —    | 64.º | Ab.  | 27.º | —    | —     | —    | —    | —    |

—: não participa

Ab.: abandono